# XIV. Leó pápa
XIV. Leó pápa OSA (latinul: Leo Decimus Quartus, olaszul: Leone Decimoquarto, született: Robert Francis Prevost; Chicago, Illinois, 1955. szeptember 14. –) 2025. május 8. óta a katolikus egyház 267. pápája (a Római egyházmegye püspöke), és a Vatikán vezetője. Az első észak-amerikai származású katolikus egyházfő.
Az Ágoston-rendhez való csatlakozása után az Amerikai Egyesült Államokban és Rómában tanult. 1985–86-ban és 1988–1998 között perui missziókban, majd két cikluson keresztül rendje generális perjeleként szolgált. 2014-től a perui Chiclayói egyházmegyét vezette apostoli kormányzóként, majd megyés püspökként. Kettős állampolgár; az Egyesült Államok állampolgáraként a perui szolgálata alatt felvette az ottani állampolgárságot is. 2023 januárjának végén Ferenc pápa a Püspöki Kongregáció prefektusává nevezte ki, érseki rangot is adományozva neki, melyet néhány hónappal később, amikor az érseki rangot felvette, Chiclayo nyugalmazott érseke-püspöke címen viselt. 2023 szeptemberében Ferenc pápa előbb diakónus bíborossá, majd 2025-ben bíboros-püspökké nevezte ki. 
Ferenc pápa halála után a 2025-ös pápai konklávé a negyedik szavazással május 8-án pápává választotta.

## Élete

### Gyermekkora és tanulmányai

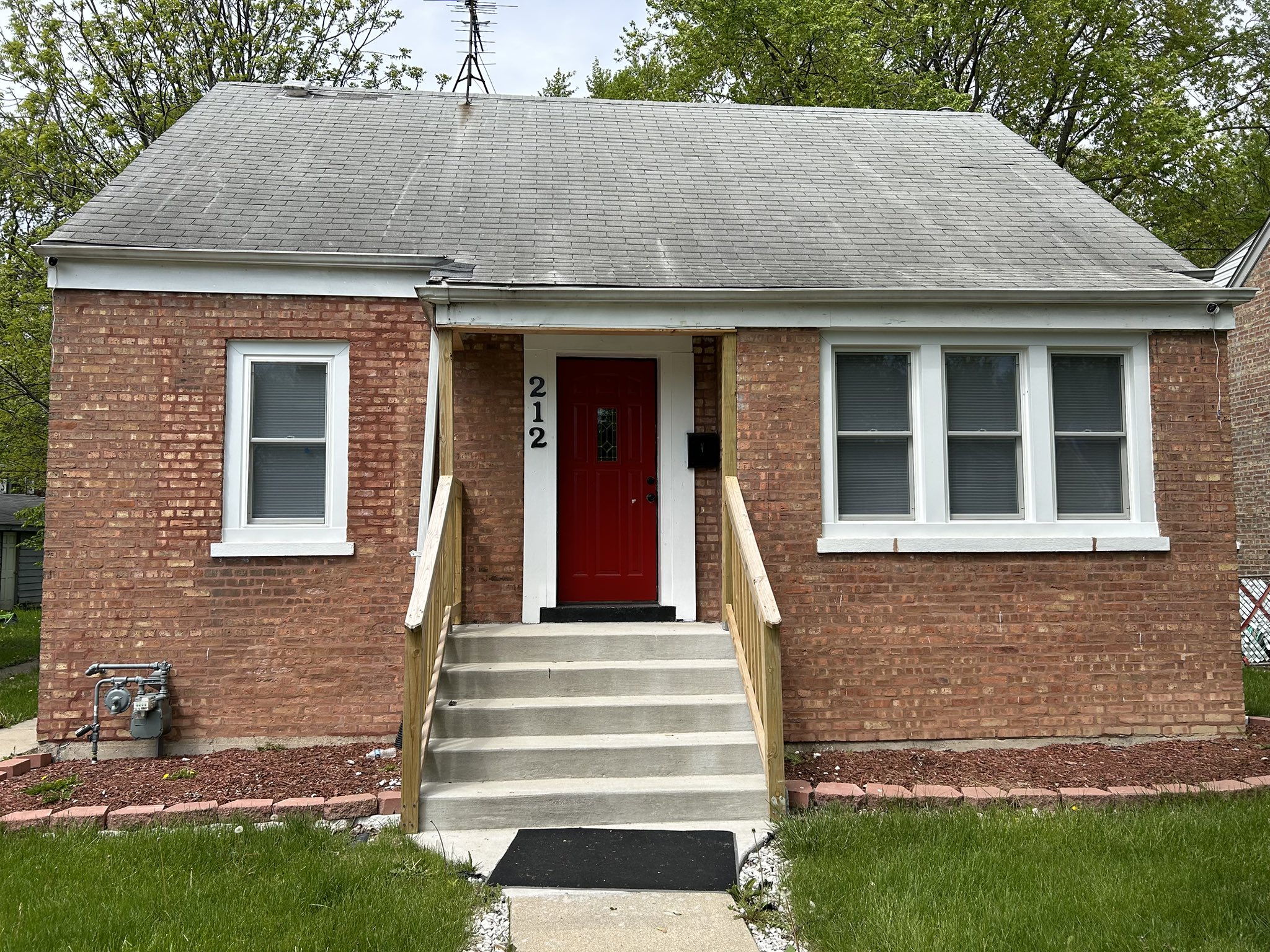
Szülői háza Illinois-ban

Robert Francis Prevost az Amerikai Egyesült Államokban, Chicago Bronzeville negyedében született. Édesapja a francia–olasz származású Louis Marius Prevost iskolai ügyintéző volt, korábban szolgált az Amerikai Egyesült Államok haditengerészeténél és részt vett a második világháborúban. Apai nagyapja a Szicília északi részén lévő Milazzóban született és 1903 májusában vándorolt ki az USA-ba. Édesanyja, a spanyol származású Mildred Martínez könyvtárosként dolgozott. Anyai nagyszülei egy ideig New Orleans kreolok lakta kerületében éltek, és feketéknek vallották magukat. Miután a faji elnyomás miatt Chicagóba költöztek, fehérre változtatták faji identitásukat.
Két bátyja van: Louis és John.
1973-ban fejezte be középiskolai tanulmányait a Michigan állambeli Hollandban található ágostonos kisszemináriumban (St. Augustine Seminary High School). 1977-ben matematika BSc végzettséget szerzett a pennsylvaniai Villanovai Egyetemen.
Angol anyanyelvén kívül beszéli a fő újlatin nyelveket, származásából adódóan a spanyolt, a franciát és az olaszt, továbbá a portugált, valamint olvas latinul és németül is.

### Ágoston-rendi szerzetesként
Saint Louisban lépett be az Ágoston-rendbe. Ünnepélyes fogadalmát 1981. augusztus 29-én tette le. A Catholic Theological Union főiskolán szerzett teológiai diplomát. 27 évesen rendje Rómába küldte, hogy az Aquinói Szent Tamás Pápai Egyetemen kánonjogi tanulmányokat folytasson. 1982. június 19-én ott szentelték pappá. 1984-ben szerzett licenciátusi fokozatot.
1985–86-ban a perui (Piura) Chulucanasban szolgált misszióban.
1987-ben doktorátust szerzett, disszertációjának címe A helyi prior szerepe a Szent Ágoston-rendben. Ugyanebben az évben az Olympia Fields-i (Illinois) Jótanács Anyja ágostonos provincia hivatásokért és misszióért felelős igazgatójává nevezték ki. 1988-ban ismét Peruba, a trujillói misszióba küldték a chulucanasi, iquitosi és apurímaci ágostonos vikáriátusok növendékei közös képzési projektjének vezetésére. 1992-ig a közösség perjeleként, 1988-tól 1998-ig a képzés igazgatójaként és 1992-től 1998-ig a már fogadalmat tett testvérek tanáraként szolgált. A Trujillói főegyházmegyében bírósági helynök (1989–1998), valamint a szemináriumban a kánonjog, patrisztika és erkölcstan tanára volt. Ezzel egyidejűleg, 1988-tól 1999-ig a város szegények lakta peremén található Miasszonyunk, az Egyház Anyja (később Szent Rita plébánia néven önállósult) filiálé lelkipásztori gondozását is végezte; valamint 1992-től 1999-ig a monserrati Miasszonyunk-plébánia adminisztrátoraként is szolgált.
1999-ben a chicagói Jótanács Anyja rendtartomány tartományfőnökévé választották. Később vádak érték azzal kapcsolatban, hogy egy kiskorúakkal szembeni szexuális visszaélés miatt elítélt pap egy ágostonos rendházban élhetett, és papként szolgálhatott későbbi (2012-es) laicizálásáig. Prevost azt nyilatkozta, hogy ő nem engedélyezte ezt, és az érintett pap nem volt Ágoston-rendi szerzetes. Az ügy az ilyen esetek kezelését szabályozó Dallasi Charta kiadása előtt történt.

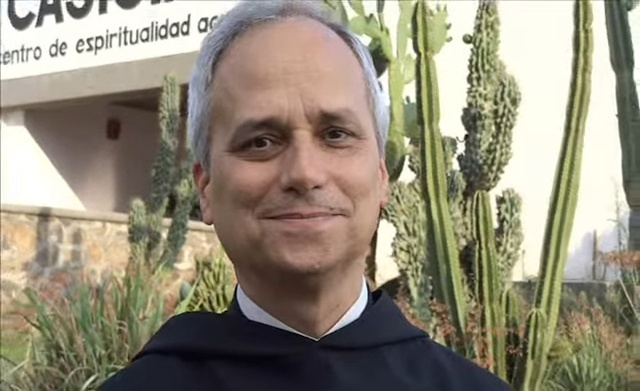
Prevost 2012-ben

Két és fél év után a rend generális perjelévé választották, mely tisztségében 2007-ben megerősítették. 2013-ban visszatért chicagói rendtartományába, hogy a fogadalmat tettek tanára és tartományi vikárius legyen.

### Chiclayo püspöke

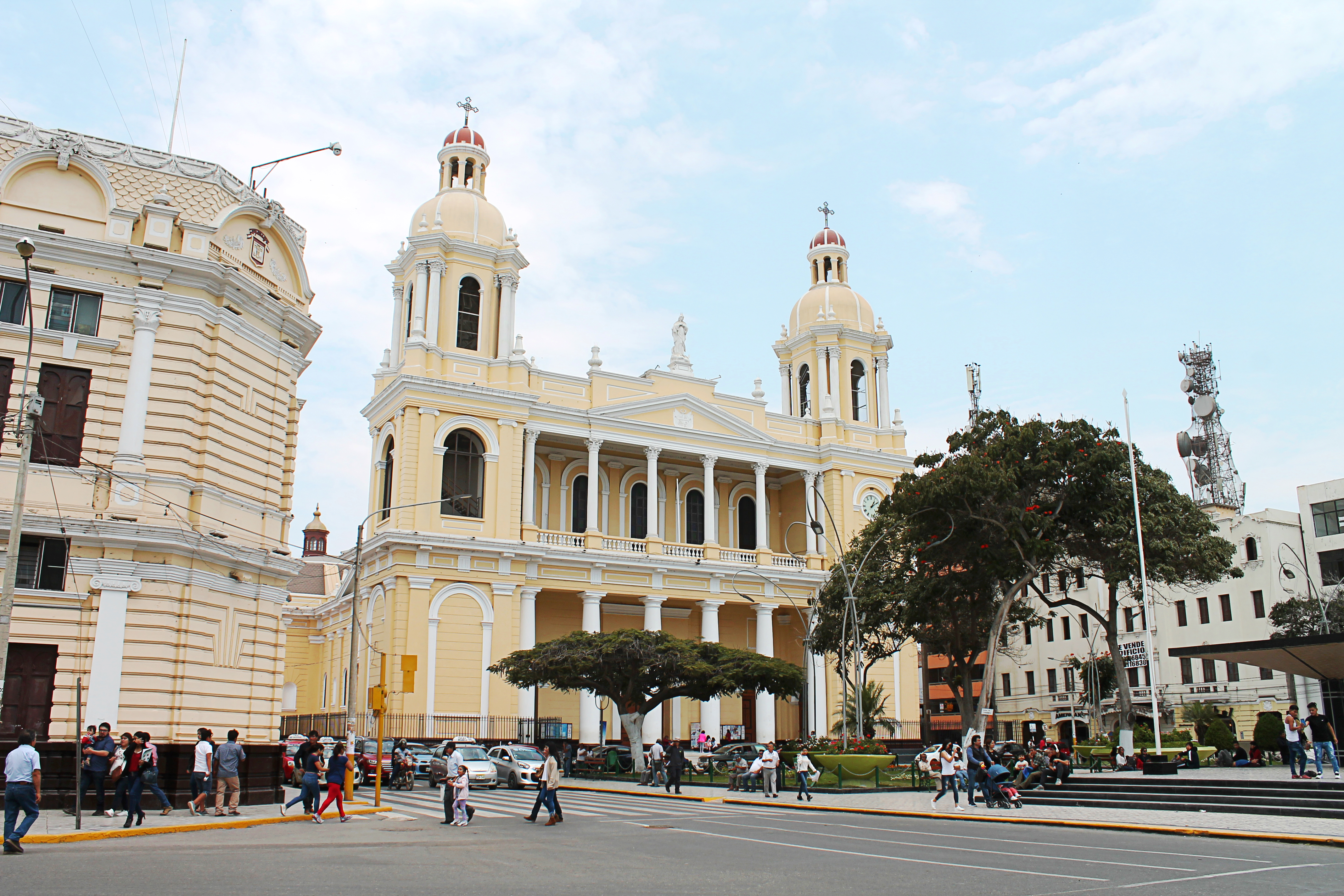
Chiclayo székesegyháza, ahol püspökként szolgált 2015 és 2023 között

2014. november 3-án Ferenc pápa a perui Chiclayo apostoli kormányzójává és Sufar címzetes püspökévé nevezte ki; hivatalát november 7-én vette át James Patrick Green apostoli nuncius jelenlétében. December 12-én szentelték püspökké a Szűz Mária-székesegyházban. Püspöki jelmondata: „In Illo uno unum” („Őbenne, az egyetlenben egy”; Szent Ágoston). 2015. november 26-tól az egyházmegye megyés püspökévé nevezték ki. 2018 márciusában a Perui püspöki konferencia második elnökhelyettesévé választották, a tisztséget 2023-ig töltötte be. Ebben a politikai turbulenciákkal és gyakori elnökváltásokkal teli időszakban a perui püspökök az intézményi stabilitás letéteményeseinek számítottak. Ferenc pápa 2019-ben a Klérus Kongregációja, 2020-ban a Püspöki Kongregáció tagjává nevezte ki.
2022 áprilisában nyilvánosságra került egy szexuális visszaélési ügy, amelyben két papot három lány molesztálásával vádoltak. Egyesek Prevostot azzal vádolták, hogy nem megfelelően járt el az ügy kivizsgálásában, de az egyházmegye ezt tagadta, mondván a megfelelő eljárásrendet követte: személyesen fogadta az áldozatokat, egyházjogi vizsgálatot indított, és az áldozatokat bátorította az állami hatóságoknál történő feljelentés megtételére. Júliusban a vizsgálati eredményeket megküldte a Hittani Kongregációnak; az eljárás megfelelő lefolytatását a Kongregációnál és a perui apostoli nunciatúránál meglévő dokumentumok igazolják.
2020. április 15-én a pápa a Callaói egyházmegye apostoli kormányzójává is kinevezte.

### A Püspöki Kongregáció prefektusa, bíboros
2023. január 30-án Ferenc pápa a Püspöki Kongregáció prefektusává, valamint a Latin-amerikai Pápai Bizottság elnökévé nevezte ki. Prefektusi kinevezésével együtt Ferenc pápa érseki rangot is adományozott neki, melyet 2023. április 12-től Chiclayo emeritus érseke-püspöke címen viselt. A pápa a 2023. szeptember 30-i konzisztóriumon Santa Monica degli Agostiniani templom diakónus bíborosává kreálta. 2025. február 6-án Ferenc pápa püspök-bíborossá léptette elő, és Albano külvárosi egyházmegye címzetes püspökévé nevezte ki.
Az Evangelizációs Dikasztérium Elsődleges Evangelizáció és új Részegyházak Részlege, a Hittani Kongregáció, a Keleti Egyházak Kongregációja, a Klérus Kongregációja, a Megszentelt Élet Intézményeinek és az Apostoli Élet Társaságainak Kongregációja, a Kultúra Pápai Tanácsa, a Törvényszövegek Pápai Tanácsa, valamint a Vatikánvárosi Állam Pápai Bizottsága tagja volt.

### Pápává választása

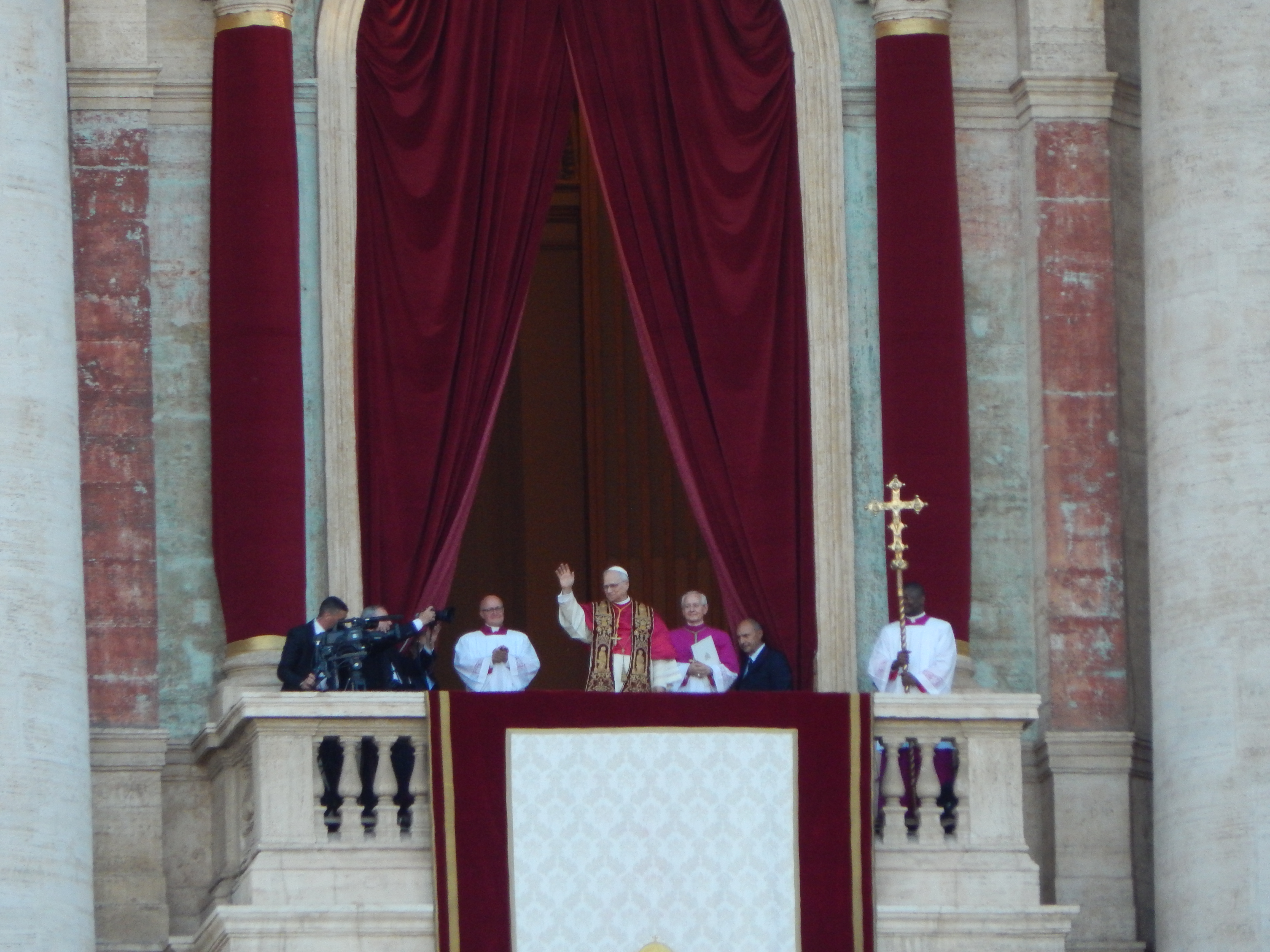
2025. május 8-án, az első nyilvános pápai megjelenése során

A 2025-ös konklávé előtt neve kompromisszumos jelöltként merült fel arra az esetre, ha az esélyesnek tartott jelöltek egyike sem tud elegendő szavazatot szerezni. Hosszú perui szolgálata miatt inkább egyetemes jelöltnek volt tekinthető, mint amerikainak. Ugyanakkor voltak olyan hangok is, amelyek viszonylag fiatal kora és rövid időre visszatekintő bíborosi pályafutása miatt kevéssé tartották esélyesnek.
A 2025-ös pápai konklávén május 8-án, a negyedik szavazáson megválasztották az április 21-én, húsvéthétfőn elhunyt Ferenc pápa utódjának. Nevét XIII. Leó pápa után választotta, aki reformer pápa volt, és nagy gondot fordított az elnyomott munkásosztály megsegítésére. Nézetei hasonlóak Ferenc pápáéhoz.
Megválasztását Dominique Mamberti bíboros jelentette be a szokásos "habemus papam" rítust elmondva.

### Pápasága
2025. május 18-án ünnepélyes szentmisén kezdte meg péteri szolgálatát a Szent Péter téren, ahol átvette a palliumot és a halászgyűrűt. Az eseményen bíborosok (köztük Erdő Péter), papok, hívek és állami vezetők vettek részt a világ minden tájáról, köztük Sergio Mattarella olasz, Dina Boluarte perui és Sulyok Tamás magyar elnök, valamint Ursula von der Leyen, Roberta Metsola, JD Vance és Volodimir Zelenszkij.

## Megnyilvánulásai, személyisége
Pápai nevét XIII. Leó pápa tiszteletére választotta, aki a munkások jogainak harcosa volt és akinek a Rerum novarum című enciklikája megalapozta a modern katolikus társadalmi tanítást.

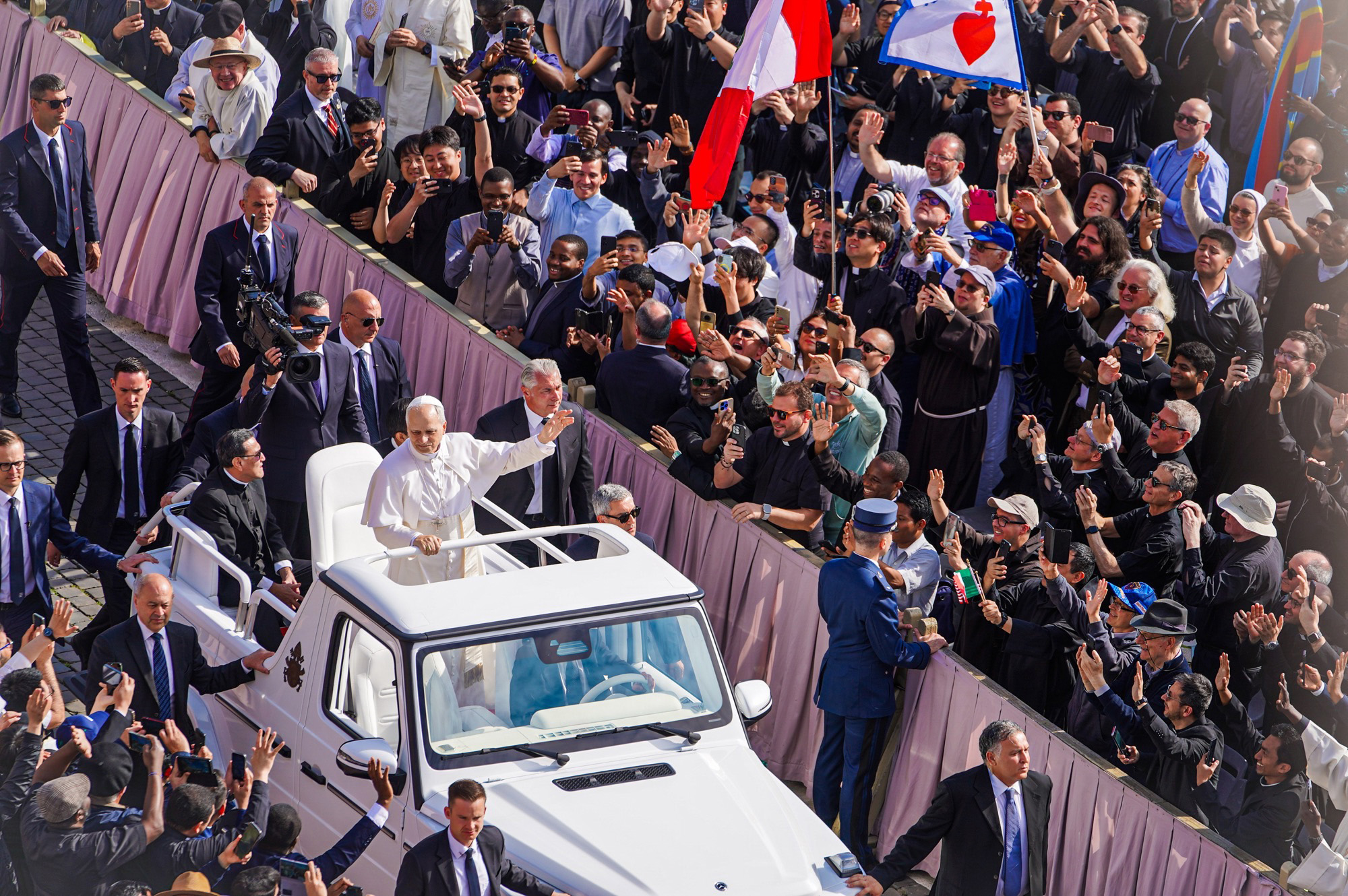
XIV. Leó pápa a beiktatásán a pápamobilban

A Püspöki Kongregáció prefektusaként jellemzően diszkrét maradt a médiában, de értékelték értő meghallgatását és az ügyekben való jártasságát. Egy francia bíboros „megfontolt kérdéseit” és szintetizáló képességét emelte ki.
Pápává választásáig ritkán nyilatkozott a közvéleményt foglalkoztató kérdésekben, de néhány nézete ismert. Közel áll Ferenc pápa álláspontjához a környezetvédelemmel, a szegények és a menekültek felkarolásával és az emberekhez való kilépéssel kapcsolatban; utóbbiról azt mondta, hogy „a püspöknek nem kis hercegnek kell lennie, aki a királyságában ül”.

### Társadalmi kérdések
Az egyház hivatalos álláspontjával összhangban ellenzi az abortuszt, az eutanáziát és a halálbüntetést.
Támogatta Ferenc pápa lelkipásztori módosítását, hogy az elvált és polgárilag újraházasodott katolikusok szentáldozáshoz járulhassanak.
Korábban fenntartásokkal nyilatkozott a „homoszexuális életmódról” és az „azonos nemű párokból és adoptált gyerekeikből álló alternatív családokról”. Megválasztása után megerősítette, hogy a család „egy férfi és egy nő közötti stabil egységen” alapul, és hogy a meg nem született gyermekek és az idősek Isten teremtményeiként méltósággal rendelkeznek, pápasága kezdetén világos katolikus tanítást fogalmazva meg a házasságról és az abortuszról.

### Menekültügy
Több alkalommal is kritizálta Donald Trump amerikai elnök és alelnöke, JD Vance bevándorlási és menekültügyi politikáját. A deportálásokkal kapcsolatban azt mondtaː
„Nem látjátok a szenvedést? Nem zavarja a lelkiismeretetek?”  
Vance alelnök 2025 januárjában a Fox News-on arról beszélt, hogy „keresztény felfogás szerint először a családunkat, közösségünket, majd polgártársainkat kell szeretnünk, utána a világ többi részét. A szélsőbaloldal nagy része ezt teljesen felforgatta...”  A Twitteren ezt válaszolta nekiː
„JD Vance téved: Jézus nem kéri tőlünk, hogy rangsoroljuk a mások iránti szeretetünket.”  
2025-ös pünkösdvasárnapi beszédében elítélte a nacionalista politikai mozgalmak „kirekesztő gondolkodásmódját”, anélkül, hogy konkrét országot vagy vezetőt megnevezett volna.
„Nincs helye az előítéleteknek, a minket szomszédainktól elválasztó ’biztonsági’ zónáknak, a kirekesztő gondolkodásmódnak, amelyet sajnos most a politikai nacionalizmusokban látni.... Az egyháznak „meg kell nyitnia a határokat a népek között, és le kell rombolnia az osztályok és a fajok közötti korlátokat... Az embereknek túl kell lépniük a másoktól való félelmükön” – mondta, hozzátéve, hogy – a Szentlélek „lebontja a korlátokat és lerombolja a közöny és a gyűlölet falait”.  